# Elgin (Iowa)
Elgin – miasto w Stanach Zjednoczonych, w stanie Iowa, w hrabstwie Fayette. W 2000 roku liczyło 676 mieszkańców.